# Palazzo del Banco di Napoli (Reggio Calabria)

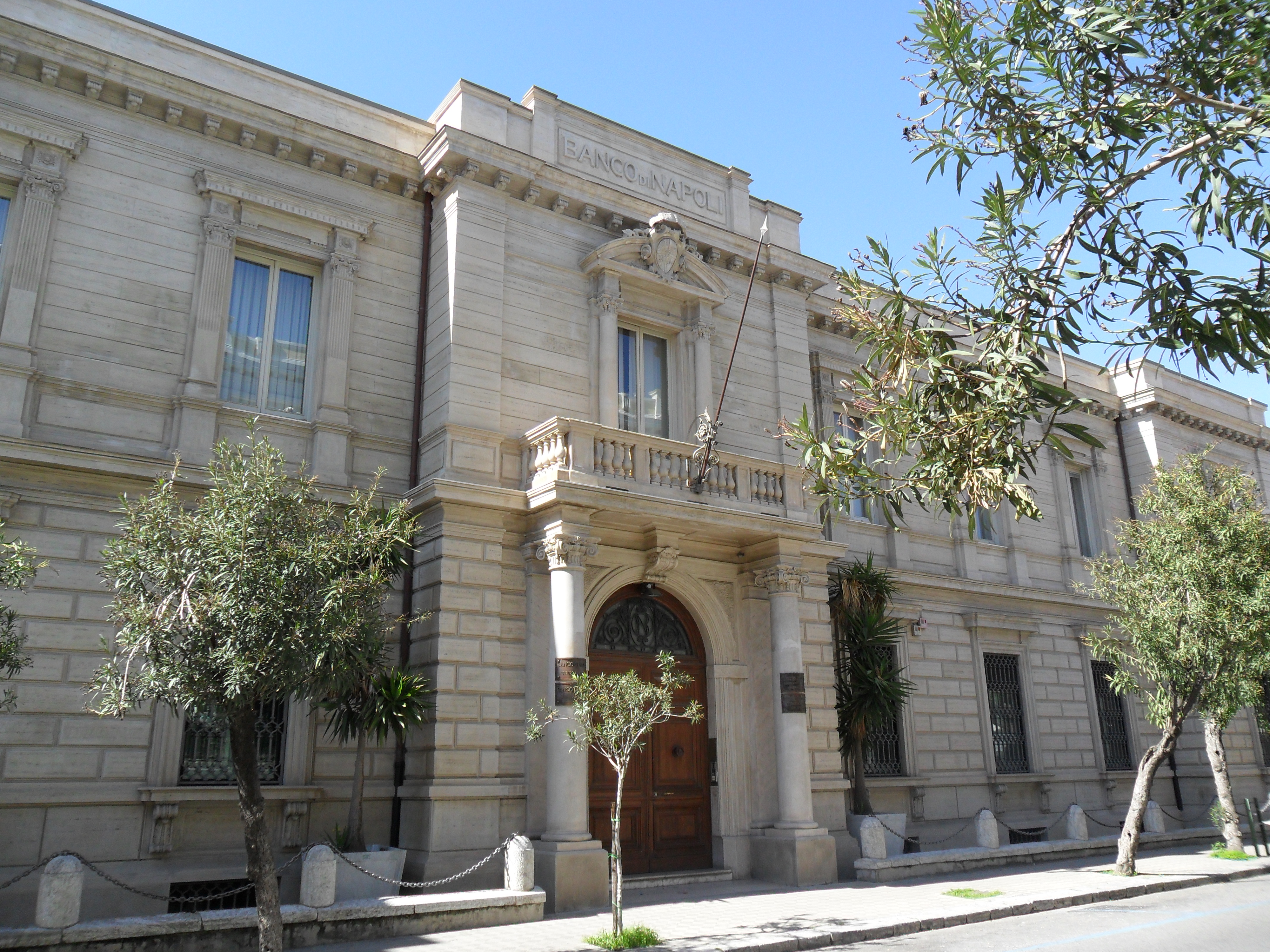
Il portale.

Palazzo del Banco di Napoli è un importante edificio storico del centro di Reggio Calabria. L'edificio occupa parte dell'isolato tra le vie Miraglia, San Francesco da Sales e Pietro Foti.

## Storia
Nel 1868 il Banco di Napoli fu autorizzato ad aprire sedi e succursali in tutte le provincie meridionali. La banca ebbe la sua prima sede in città nel 1870. Il terremoto del 1908 lesionò irrimediabilmente l'edificio che il Banco aveva costruito e la succursale reggina fu trasferita a Napoli per tornarvi definitivamente negli anni successivi. L'attuale palazzo fu edificato nel 1927.

## Descrizione architettonica
Architettonicamente il palazzo si imposta come un edificio di gusto neoclassico a due piani fuori terra e un seminterrato. Il prospetto principale, affacciato su via Miraglia, è caratterizzata da una sequenza di rientranze e sporgenze dei corpi laterali dell'edificio che mettono in evidenza il corpo di fabbrica centrale dove si apre un imponente portale ad arco a tutto sesto incorniciato da modulazioni semicircolari e con ai suoi lati due grandi colonne di ordine corinzio sulle quali poggia l'unico balcone chiuso da un parapetto neoclassico costituito da balaustri a forma di colonnine panciute. La porta-finestra del balcone è affiancata da due colonne dello stesso ordine di quelle del portale che sostengono un timpano curvo in aggetto con al centro uno stemma scudato. La fascia inferiore del palazzo è caratterizzata dal trattamento delle pareti a bugnato liscio e da una sequenza di finestre architravate e incorniciate da un piccolo cornicione in aggetto mentre la fascia superiore, iniziata da una cornice marcapiano modulata e con trattamento delle pareti a intonaco liscio rigato, è caratterizzata da una sequenza di finestre architravate e incorniciate ai lati da lesene di ordine corinzio. Gli altri prospetti ripetono gli stessi elementi architettonici ma risultano più evidenti le aperture del seminterrato chiuse da inferriate. L'edificio è concluso da un cornicione con mensoline decorate nella parte inferiore e da un parapetto lineare scandito da colonnine in corrispondenza degli spigoli del manufatto.